# کالزادا (کوه)
کالزادا (به اسپانیایی: Calzada) یک کوه در بولیوی است که در شهرستان لاپاز (بولیوی) واقع شده‌است. کالزادا ۵٬۸۷۴ متر بالاتر از سطح دریا واقع شده‌است.